# Lacrimula sinensis
Lacrimula sinensis är en mossdjursart som beskrevs av Lu 1991. Lacrimula sinensis ingår i släktet Lacrimula och familjen Batoporidae. Inga underarter finns listade i Catalogue of Life.